# Парламентские выборы в Мексике (2021)
Парламентские выборы в Мексике прошли 6 июня 2021 года одновременно с местными выборами. На них были избраны 500 членов (300 в одномандатных округах, 200 по пропорциональному представительству) 65-го Конгресса Палаты депутатов.
5 декабря 2020 года Партия национального действия, Институционно-революционная партия и Партия демократической революции объявили о создании избирательного союза «За Мексику» (Va por México). Движение национального возрождения (МОРЕНА), Лейбористская партия и Зелёная экологическая партия сформировали коалицию «Вместе творим историю» (Juntos Hacemos Historia). Оба альянса были одобрены Национальным избирательным институтом (INE).
3 февраля 2021 года INE опубликовало заявление, в котором говорилось, что было бы неразумно откладывать выборы из-за пандемии COVID-19, и это может даже вызвать конституционный кризис из-за отсрочки открытия 65-го Конгресса. Председатель правления INE Лоренцо Кордова Вианелло отметил успешные выборы в Идальго и Коауила в октябре 2020 года.
Выборы были крупнейшими в Мексике, но были омрачены несколькими политическими убийствами и пандемией COVID-19 в Мексике.

## Избирательная система
Нижняя палата парламента Мексики Конгресса союза, Палата депутатов, состоит из 500 депутатов, избираемых сроком на три года по смешанной системе голосования. 300 мест избираются в ходе прямого голосования, в котором победу одерживает кандидат, получивший простое большинство голосов в своём одномандатном избирательном округе, а остальные 200 должны избираются по многомандатному пропорциональному представительству по закрытым партийным спискам. После подсчёта голосов в пяти региональных округах места, распределенные пропорционально, распределяются без избирательного барьера, но с учётом результатов большинства голосов для корректировки распределения таким образом, чтобы ни одна партия не получила в общей сложности более 300 мест. Этот порог тем не менее повышается до 315, если партия набирает более 60 % голосов.
Голосование является обязательным де-юре, но к не проголосовавшим избирателям никаких мер не применяется.

## Предвыборная обстановка и кампания
В преддверии парламентских выборов 2021 года в Мексике было много политических убийств. Было убито более 91 политика, 14 из которых были кандидатами. Это политическое насилие привело к тому, что выборы 2021 года были названы вторыми наиболее смертоносными выборами с 2000 года.
Предыдущие выборы в Мексике были чреваты обвинениями в фальсификации выборов, что привело к массовым протестам после большинства выборов в Мексике за последние два десятилетия. Выборы в законодательные органы 2021 года не вызвали протестов. В своем выступлении 14 июня президент Мексики Андрес Мануэль Лопес Обрадор сказал: «Мы должны отпраздновать это, потому что мы достигли нашей цели: установить в Мексике подлинную, истинную демократию».

## Результаты
Результаты выборов в законодательные органы Мексики 2021 года оказались тупиковыми. Коалиция МОРЕНА «Вместе творим историю» сохранила своё большинство в Палате депутатов, но уступила значительное количество мест оппозиционной коалиции «За Мексику». Оппозиция смогла получить достаточно мест, чтобы не дать МОРЕНА получить большинство в две трети, необходимое для внесения поправок в конституцию. Коалиция «Вместе творим историю» победила, набрав более 26 % голосов избирателей. МОРЕНА и её союзники очень хорошо проявили себя в губернаторских гонках, выиграв около половины из 32 губернаторских постов Мексики.
Явка на выборах составила 52,6 % при 48,9 млн голосов, что стало крупнейшими промежуточными выборами в истории Мексики.
| Партия                                                          | Партия                                                | Одномандатные округа | Одномандатные округа | Одномандатные округа | По партийным спискам | По партийным спискам | По партийным спискам | Всего мест | +/- |
| Партия                                                          | Партия                                                | Голосов              | %                    | Мест                 | Голосов              | %                    | Мест                 | Всего мест | +/- |
| --------------------------------------------------------------- | ----------------------------------------------------- | -------------------- | -------------------- | -------------------- | -------------------- | -------------------- | -------------------- | ---------- | --- |
|                                                                 | Движение национального возрождения (МОРЕНА)           | 6 571 127            | 13,45                | 64                   | 16 759 917           | 34,10                | 133                  | 197        | +8  |
|                                                                 | Зелёная экологическая партия                          | 992 320              | 2,03                 | 1                    | 2 670 997            | 5,43                 | 43                   | 44         | +28 |
|                                                                 | Партия труда                                          | 538 832              | 1,10                 | 0                    | 1 594 828            | 3,24                 | 38                   | 38         | -23 |
|                                                                 | Всего Альянс «Вместе творим историю» (МОРЕНА-ПТ-ЗЭПМ) | 12 802 391           | 26,19                | 65                   | 21 025 742           | 42,77                | 214                  | 279        | -   |
|                                                                 | Партия национального действия                         | 3 828 228            | 7,83                 | 33                   | 8 969 288            | 18,25                | 78                   | 111        | +28 |
|                                                                 | Институционно-революционная партия                    | 2 715 123            | 5,56                 | 11                   | 8 715 899            | 17,73                | 58                   | 69         | +24 |
|                                                                 | Партия демократической революции                      | 248 505              | 0,51                 | 0                    | 1 792 700            | 3,64                 | 17                   | 17         | -4  |
|                                                                 | Всего Альянс «За Мексику» (ПДН-ИРП-ПДР)               | 12 575 879           | 25,73                | 44                   | 19 477 887           | 39,62                | 153                  | 197        | -   |
|                                                                 | Гражданское движение                                  | 3 430 507            | 7,02                 | 7                    | 3 449 982            | 7,02                 | 18                   | 25         | -2  |
|                                                                 | Партия солидарной встречи                             | 1 345 858            | 2,75                 | 0                    | 1 352 544            | 2,75                 | 0                    | 0          | -8  |
|                                                                 | Прогрессивные социальные сети                         | 865 215              | 1,77                 | 0                    | 868 515              | 1,77                 | 0                    | 0          | 0   |
|                                                                 | Сила за Мексику                                       | 1 211 824            | 2,48                 | 0                    | 1 217 084            | 2,48                 | 0                    | 0          | 0   |
|                                                                 | Независимые                                           | 44 311               | 0,09                 | 0                    | 44 311               | 0,09                 | 0                    | 0          | 0   |
| Недействительных/пустых бюллетеней                              | Недействительных/пустых бюллетеней                    | 1 662 323            | -                    |                      |                      | -                    | -                    | -          | -   |
| Всего                                                           | Всего                                                 | 48 874 040           | 100                  | 300                  |                      | 100                  | 200                  | 500        | 0   |
| Зарегистрированных избирателей / Явка                           | Зарегистрированных избирателей / Явка                 |                      |                      | -                    |                      |                      | -                    | -          | -   |
| Источник: INE Архивная копия от 21 июля 2021 на Wayback Machine |                                                       |                      |                      |                      |                      |                      |                      |            |     |